# 宋以朗
宋以朗（Roland Soong，1949年—），香港博客東南西北（zonaeuropa.com）的創立人。他是統計學博士，曾任全球第二大統計公司KMR的顧問，父親宋淇，筆名林以亮，是著名《紅樓夢》翻譯家之一，曾任電懋製片，拍過梁醒波主演的《南北和》。母親鄺文美，曾在美國新聞處工作，以方馨一名，翻譯文學作品。宋以朗現擁有張愛玲小說的版權。
宋以朗近年製作東南西北博客，引述及翻譯比較世界各地的新聞，受到廣泛注目。　

## 生平
宋以朗1949年生於上海，當時其父宋淇在燕京大學念比較文學，母鄺文美則在上海聖約翰大學念文學，在上海時經營賣藥和出入口等生意。宋以朗出生4個星期，中國大陸赤化在即，宋氏一家逃難到香港。宋淇來港後，遇到銀行倒閉，家財盡失。
父母二人50年代曾出外打工，靠翻譯小說賺稿費。其間，宋淇認識了鄒文懷、胡金銓等上海人，加入電影圈，10年間先後任職懋業公司、邵氏和嘉禾，拍國語片賣埠，隨後又翻譯《紅樓夢》。
宋以朗曾就讀喇沙書院，1967年六七暴動時，宋父擔心宋以朗姐弟倆被牽連，把他們送出國。1978年於美國紐約州立大學石溪分校博士畢業，在美國生活了30年，03年回港，創立東南西北博客。

## 網站內容
該英文網站的內容，主要譯自中港兩地的論壇文章、博客內容和新聞報道，再比較國際通訊社的內容，網站本身對新聞內容並不提供鮮明的預設立場。
2005年太石村罷免事件發生時，英國《衛報》記者Benjamin Joffe Walt說協助他入村採訪的人被打到頸骨折斷，但《南方日報》、《燕南論壇》在百里州醫院找到被打傷的呂邦列，證實他沒大礙，頸骨也不曾折斷。這些消息經東南西北翻譯及發布後，引起廣泛注目，衛報後來對誇張的新聞情節發表公開道歉。
近年東南西北不時向國際社會展示中國民族主義抬頭的現況。該博客常用的標題如「某某已成為賣國賊」（Someone is now a traitor)，講述中國憤青對劉德華身穿日本服裝、章子怡結交外國男友時的反應。